# ディアーヌ・ベルトラン
ディアーヌ・ベルトラン（Diane Bertrand, 1951年11月20日 - ）はフランスの映画監督である。

## 略歴
エクス＝アン＝プロヴァンス大学で民族学、社会学、経済学を学び、1986年から数々の短編映画、ドキュメンタリー、音楽ビデオを撮り続けている。
「25Décembre58,10h36」(1991年)では、セザール賞を受賞。
最初の長編「Un Samedi di sur la terre」は1996年のカンヌ国際映画祭で、ある視点部門に出品された。また、『アメリ』(2001年)の原型となった短編コメディ「Foutaises」(ジャン・ピエール・ジュネ監督)では助監督を務めた。
2005年には、小川洋子の小説『薬指の標本』を、フランスを舞台に映画化した。

## 主な監督作品
- 薬指の標本　L' Annulaire (2005)
- Baby Blues (2008)